# ゴッドフレッド・カリカリ
ゴットフレッド・カリカリ（Godfred Karikari, 中国語:高梵、1985年3月11日 - ）は、ガーナ出身の元香港代表サッカー選手。